# Dolio
Le dolio était un instrument de musique à vent, utilisé dans le nord de la péninsule Ibérique (surtout en Galice) pendant le Moyen Âge et qui est ensuite tombé en désuétude. Il s'est probablement aussi répandu dans le sud-ouest de la France, car on en y retrouve quelques sculptures, par exemple dans l'église Saint-Maurille de Saint-Morillon en Gironde. Son utilisation est connue grâce aux sculptures trouvées dans les églises de l'époque, car il n'y a aucune autre preuve (littéraire ou iconographique) de son existence.
Son nom vient de la similitude qu'il a avec les dolia, tonneaux utilisés dans l'Antiquité pour le transport maritime.

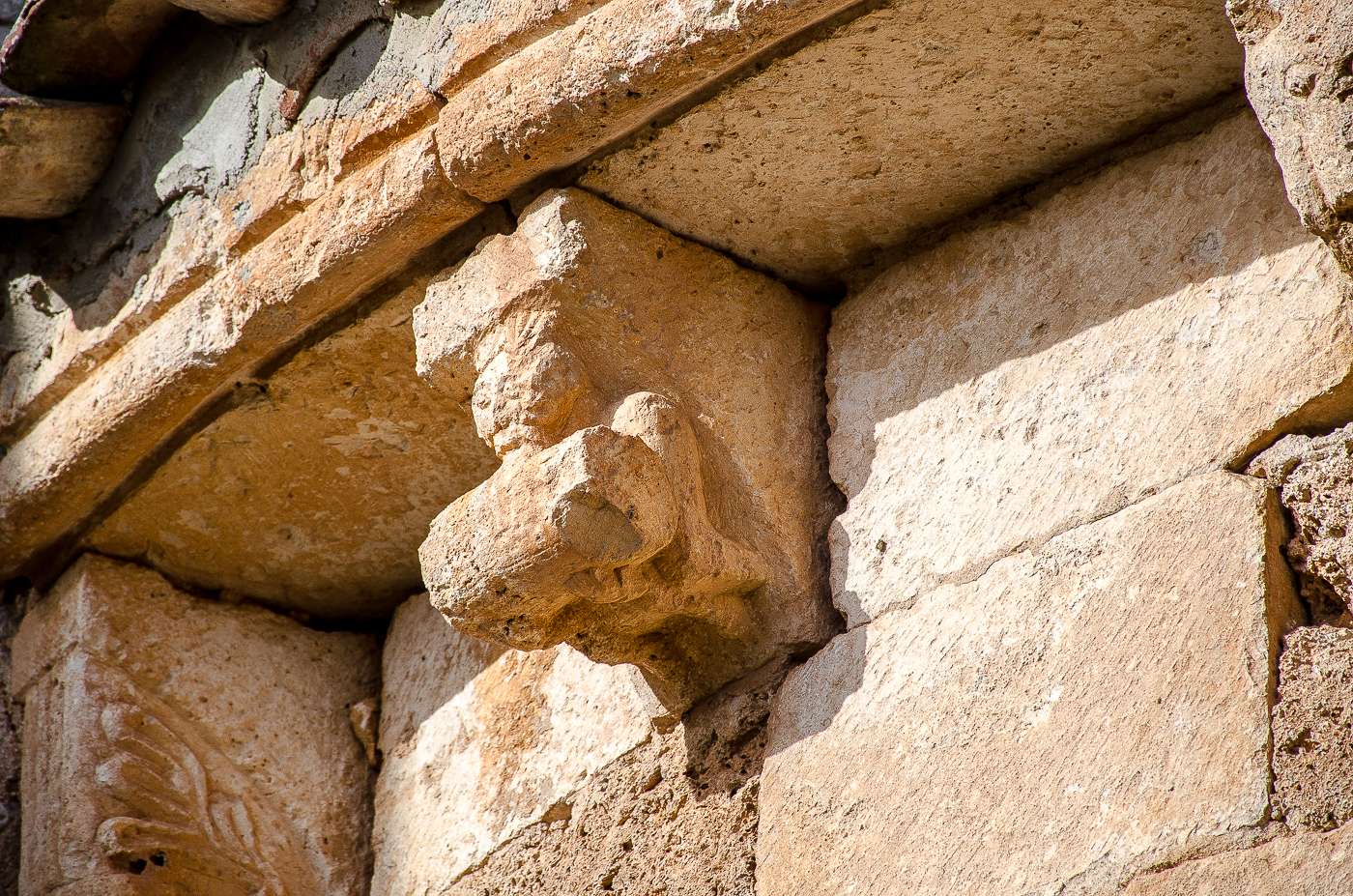
Joueur de dolio, corbeau de l'église San Román Mártir de Tablada de Villadiego, XIIe siècle.

## Caractéristiques

### Physiques
Il se compose d'un corps approximativement cylindrique d'environ 50 cm de long, avec un diamètre compris entre 15 et 20 cm à ses extrémités et 25 et 30 cm au centre, la partie la plus large. Il présente également un bec disposé perpendiculairement à l'axe longitudinal, situé au centre du corps. Au bout de ce bec se trouve une anche ou un biseau à travers lequel l'interprète souffle.

### Musicales
Grâce aux observations faites sur des sculptures, il a été constaté que le dolio était un instrument très peu polyvalent. Il ne dispose d'aucun système pour modifier la hauteur du son qu'il produit, donc ses possibilités sont réduites à une seule note pédale qui accompagnerait les mélodies et les rythmes joués par d'autres instruments (surtout cordes -pincées ou frottées-) ou d'autres vents, avec lesquels il apparaît généralement dans des sculptures. On peut dire que ce serait une forme rudimentaire de polyphonie. Ce manque de variété sonore fut, très probablement, la cause de sa disparition, puisque des instruments aux possibilités beaucoup plus élargies commencèrent bientôt à être produits, comme la gaïta, qui avait l'avantage d'être l'instrument qui a créé la pédale de son et les mélodies. C'est pour cette raison que toutes les sculptures retrouvées se concentrent sur une période aussi courte (1150-1200 env.).

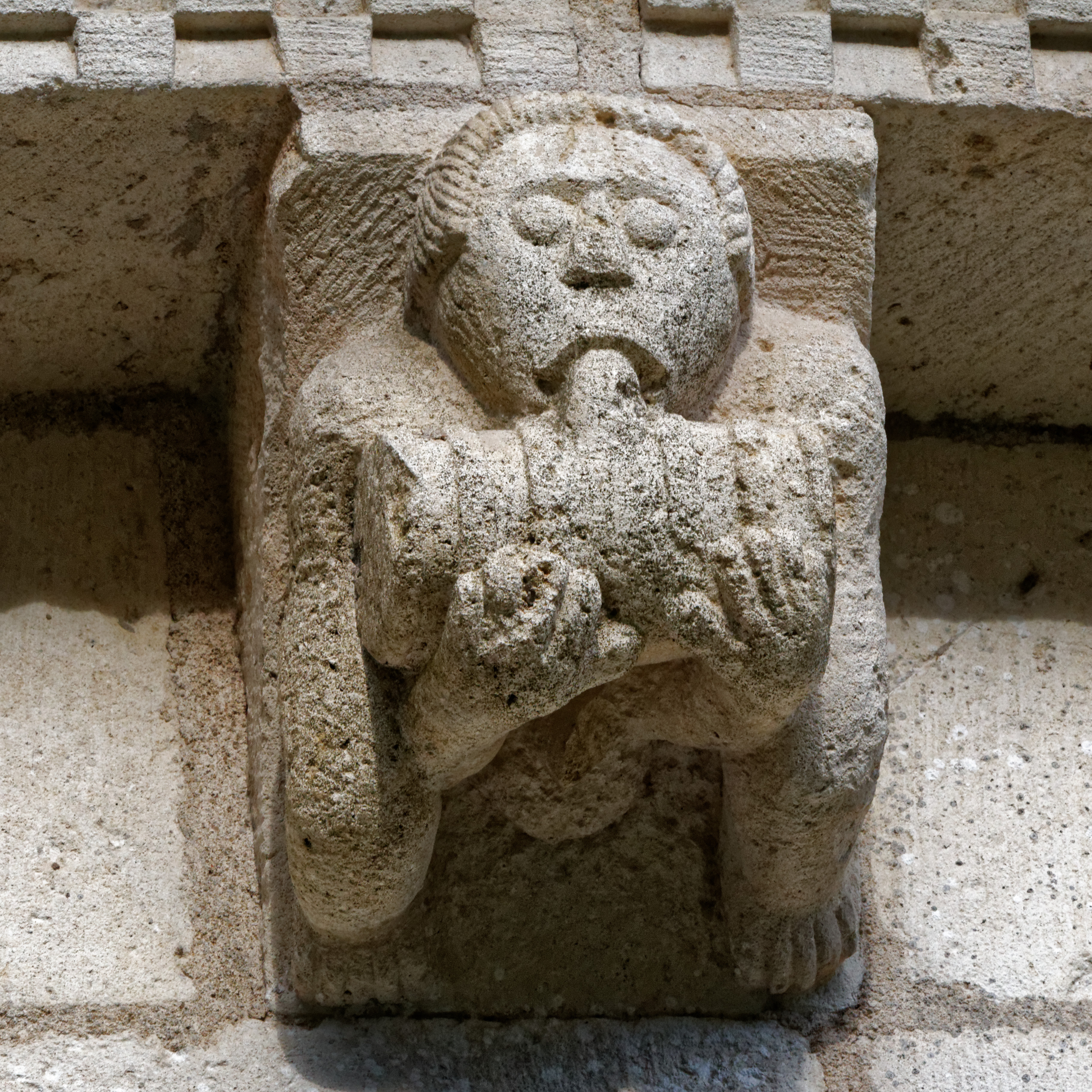
Interprète de dolio. abbaye d'Arthous, Landes